# Clovia sextaeniata
Clovia sextaeniata är en insektsart som beskrevs av Schmidt 1922. Clovia sextaeniata ingår i släktet Clovia och familjen spottstritar. Inga underarter finns listade i Catalogue of Life.